# アルザック
アルザック(Arzach)はフランスの漫画家メビウスことジャン・ジローにより執筆された、4話から構成されるセリフの無いバンド・デシネ（漫画）である。アルザックはフランスのSFおよびファンタジー漫画雑誌メタル・ユルランの第2号（1975年月）から第5号（1976年1月）において連載された。この漫画では、翼竜の様な生物に跨って荒廃した奇怪な土地を飛び回る寡黙な戦士アルザックの活躍が描かれる。アルザックを取り巻く光景や状況はしばしば夢や潜在意識を連想させる。この作品はフランスのコミック業界に多大な影響を与え、今もなおアルザックはメビウスが作り上げた中で最も有名なキャラクターとなっている。
1987年に、メビウスはThe Legend of Arzachと題した作品においてアルザックを再登場させた。この続編にはセリフが含まれており、『アルザック』とメビウスの別短編La Deviationとの関連を示す後付け設定が施されていた。
2000年代に新シリーズの『Arzak』三部作の執筆が始まり、2010年に第1巻を刊行したが、メビウスは2012年5月に逝去。未完となった。

## 他作品への影響
- カナダのアニメーション映画『ヘビー・メタル』では、最後の場面の着想の源として『アルザック』の名がクレジットされている。
- ビデオゲームパンツァードラグーンのデザインにアルザックは多大な影響を与えている。メビウスはオリジナル作品によってチーム・アンドロメダの美術制作に協力した。
- スタジオ・ジブリのアニメーション映画『風の谷のナウシカ』は『アルザック』の影響を受けていると宮崎駿自身が『ハウルの動く城』のＤＶＤに収められている、メビウスとの対談で語っている。